# La Roche-de-Glun
La Roche-de-Glun ist eine französische Gemeinde mit 3579 Einwohnern (Stand: 1. Januar 2022) im Département Drôme in der Region Auvergne-Rhône-Alpes. Sie gehört zum Arrondissement Valence und zum Kanton Tain-l’Hermitage. Die Einwohner werden Rochelain(e)s genannt.

## Geographie

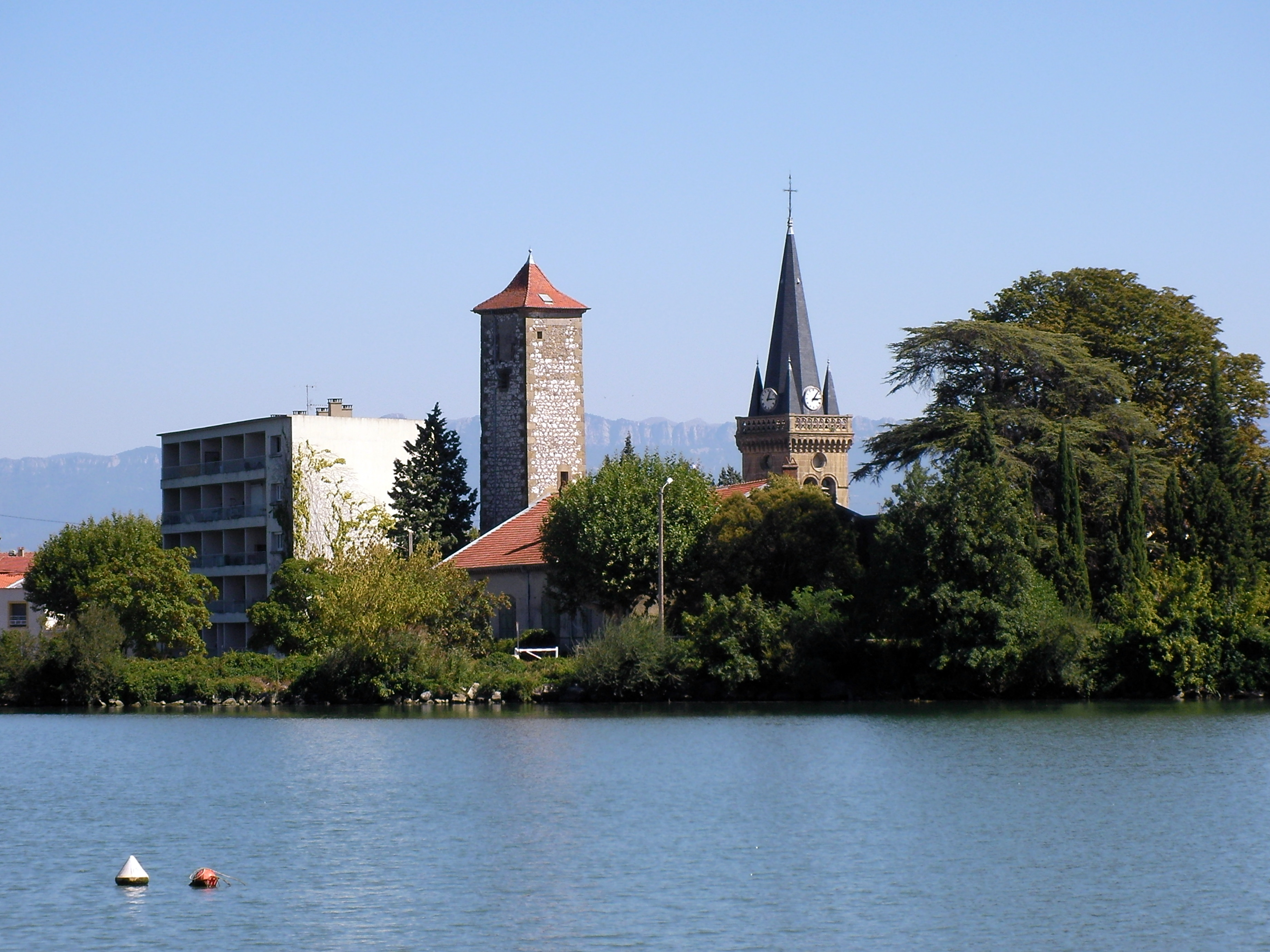
Blick auf La Roche-de-Glun von Glun aus

La Roche-de-Glun befindet sich weitgehend auf einer Flussinsel der Rhone. Umgeben wird La Roche-de-Glun von den Nachbargemeinden Tournon-sur-Rhône und Mercurol im Norden, Pont-de-l’Isère im Osten, Châteauneuf-sur-Isère im Südosten, Bourg-lès-Valence im Süden, Châteaubourg im Südwesten, Glun im Westen und Mauves im Nordwesten.
Durch die Gemeinde führt die Route nationale 7.

## Geschichte
1856 wurde die Gemeinde aus der Gemeinde Pont-de-l’Isère herausgelöst und eigenständig.

## Bevölkerungsentwicklung
| Jahr                       | 1962 | 1968 | 1975 | 1982 | 1990 | 1999 | 2006 | 2016 |
| -------------------------- | ---- | ---- | ---- | ---- | ---- | ---- | ---- | ---- |
| Einwohner                  | 880  | 1227 | 1467 | 2113 | 2800 | 2740 | 3143 | 3280 |
| Quellen: Cassini und INSEE |      |      |      |      |      |      |      |      |

## Sehenswürdigkeiten

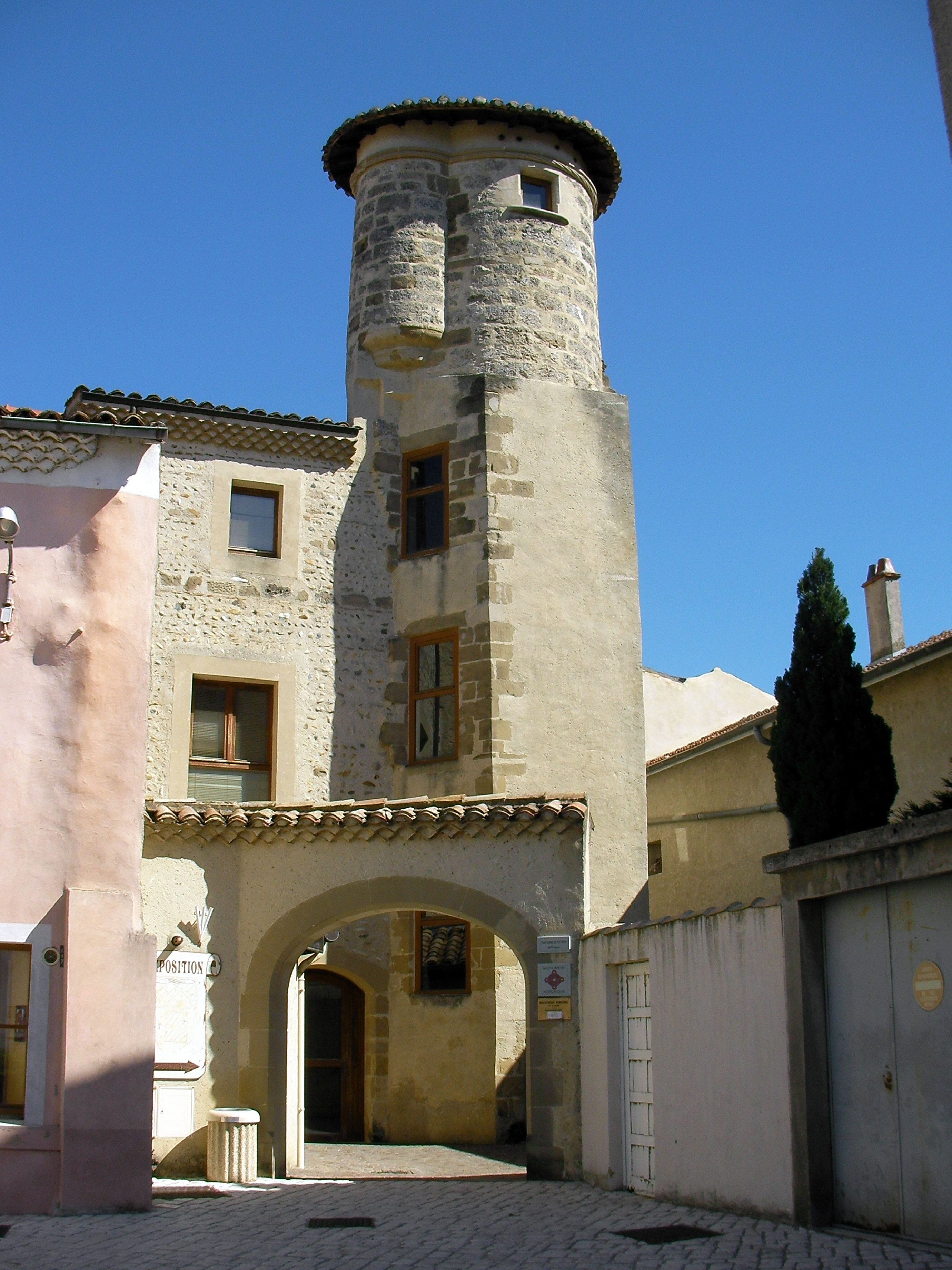
Turm der Diane von Poitiers

- Wachturm aus dem 14. oder 15. Jahrhundert, genannt nach Diana von Poitiers, seit 1983 partiell als Monument historique eingetragen
- Reste der Stadtmauer mit dem Tor Roussillon, aus dem 13. und 14. Jahrhundert, seit 1978 partiell als Monument historique eingetragen
- Kirche Saint-Roch
- Staumauer mit Wasserkraftwerk an der Rhône

## Persönlichkeiten
- Gaston Dintrat (1889–1964), Bildhauer, lebte von 1948 bis 1964 in La Roche-de-Glun
- Kevin Mayer (* 1992), französischer Zehnkämpfer, wohnt in La Roche-de-Glun